# Gare de Portage la Prairie
La gare de Portage la Prairie à Portage la Prairie est desservie par Via Rail Canada. C'est une gare patrimoniale, sans personnel. Il y a six trains par semaine, dans chaque direction.